# سیارک ۱۱۴۷۳
سیارک ۱۱۴۷۳ (به انگلیسی: 11473 Barbaresco، نامگذاری:1982SC) یازده هزار و چهارصد و هفتاد و سومین سیارک کشف شده‌است که در ۲۲ سپتامبر ۱۹۸۲ کشف شد.